# コマルカ・ダ・マリーニャ・オリエンタル
コマルカ・ダ・マリーニャ・オリエンタル（Comarca da Mariña Oriental）はガリシア州ルーゴ県のコマルカで、同県の最北東部、アストゥリアス州との州境に位置する。
バレイロス、ア・ポンテノーバ、リバデオ、トラバーダの4自治体によって構成される。
隣接するコマルカは、西がコマルカ・ダ・マリーニャ・セントラル、西から南がコマルカ・デ・メイラ、南がコマルカ・ダ・フォンサグラーダ、東はアストゥリアス州と接している。
面積は399.8km²で、2010年の人口は17,322人（2007年：17,372人）。コマルカの中心地区は自治体リバデオのリバデオ教区のリバデオ地区。カスティーリャ語による表記はComarca de la Mariña Oriental。

## 地理
| コマルカ・ダ・マリーニャ・オリエンタルの構成自治体（2010年） |            |             |                    |
| 自治体                                                       | 人口（人） | 面積（km²） | 人口密度（人/km²） |
| バレイロス                                                   | 3,203      | 72.4        | 44.2               |
| ア・ポンテノーバ                                             | 2,785      | 135.8       | 20.5               |
| リバデオ                                                     | 9,988      | 108.9       | 91.7               |
| トラバーダ                                                   | 1,346      | 82.7        | 16.3               |
| 計                                                           | 17,322     | 399.8       | 43.3               |
| 出典: INE（スペイン国立統計局）、IGE（ガリシア統計局）       |            |             |                    |